# Saul Weigopwa
Saul Weigopwa, nigerijski atlet, * 14. junij 1984, Song.
Sodeloval je na atletskem delu poletnih olimpijskih igrah leta 2004.